# Patsy Kelly
Pour les articles homonymes, voir Kelly.
Patsy Kelly, née le 12 janvier 1910 à Brooklyn (New York) et morte d'un cancer à Los Angeles le 24 septembre 1981, est une actrice américaine.

## Filmographie partielle

### Cinéma
- 1933 : Au pays du rêve (Going Hollywood) de Raoul Walsh : Jill
- 1934 : La Belle du Missouri (The Girl from Missouri) de Jack Conway : Kitty Lennihan
- 1935 : Votez pour moi (Thanks a Million) de Roy Del Ruth : Phoebe Mason
- 1935 :  Reine de beauté (Page Miss Glory) de Mervyn LeRoy
- 1936 : Une certaine jeune fille (Private Number) de Roy Del Ruth : Gracie
- 1936 : Parade du football (Pigskin Parade) de David Butler : Bessie Winters
- 1937 : Bataille de dames (Ever Since Eve) de Lloyd Bacon
- 1938 : Madame et son clochard (Merrily We Live) de Norman Z. McLeod : Etta
- 1938 : La Pauvre Millionnaire (There Goes My Heart) de Norman Z. McLeod : Peggy O'Brien
- 1939 : Le Gorille (The Gorilla) d'Allan Dwan : Kitty
- 1940 : Hit Parade of 1941 de John H. Auer : Judy Abbott
- 1941 : Le Retour de Topper (Topper Returns) de Roy Del Ruth: Emily, la servante
- 1941 : Histoire de fous (Road Show) de Hal Roach
- 1941 : Playmates de David Butler
- 1960 : Ne mangez pas les marguerites (Please Don't Eat the Daisies) de Charles Walters : Maggie
- 1964 : Police spéciale (The Naked Kiss) de Samuel Fuller : Mac
- 1968 : Rosemary's Baby de Roman Polanski : Laura-Louise McBirney
- 1976 : Un vendredi dingue, dingue, dingue (Freaky Friday) de Gary Nelson : Mme Schmauss

### Télévision
- 1966 et 1967 : Les Mystères de l'Ouest (The Wild Wild West), de Michael Garrison (série)
  - La Nuit des Masques (The Night of the Big Blast), Saison 2 épisode 4, de Ralph Selklknsky (1966) : Prudence Fortune
  - La Nuit des Bandits (The Night of the Bogus Bandits), Saison 2 épisode 28, de Irving J. Moore (1967) : Mrs. Bancroft